# Beachveld

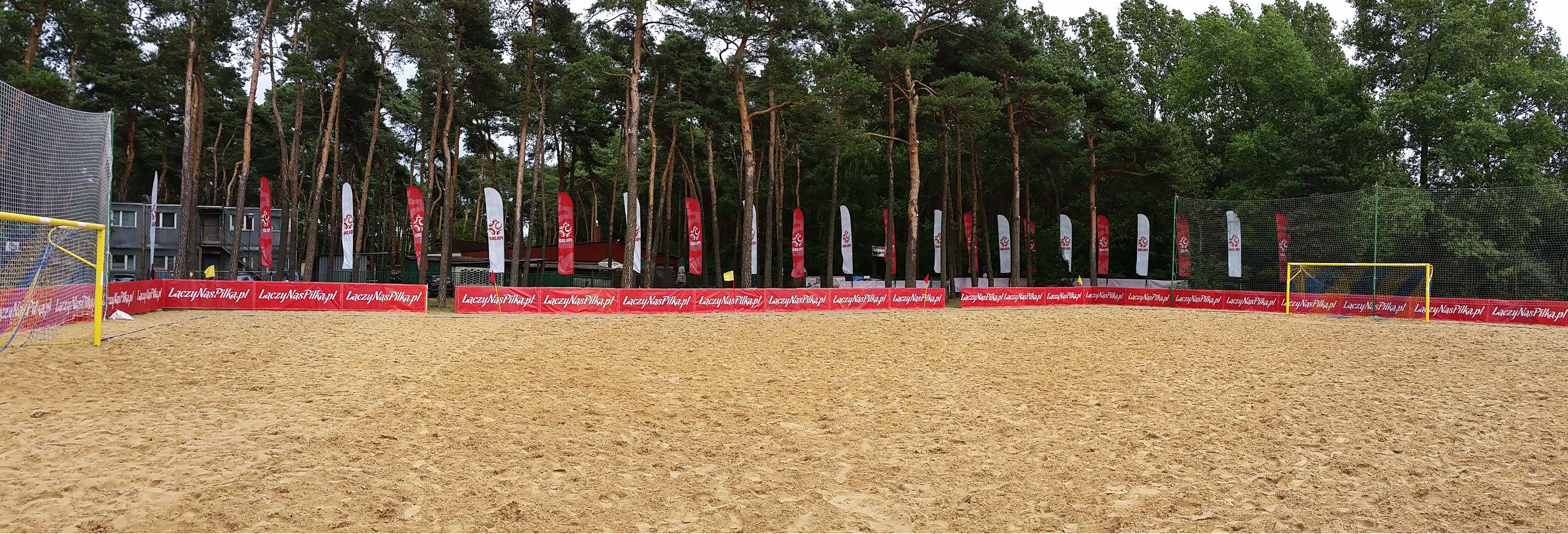
Beachveld in de Poolse plaats Mstowo, gemeente Chodecz (2016)

Een beachveld is een sportveld voor uiteenlopende sporten die op het strand beoefent worden. In Nederland neemt het aantal beachvelden momenteel sterk toe als gevolg van de toenemende populariteit van de beachsporten zoals strandvolleybal en strandvoetbal.